# Sven Salén
Sven Gustaf Salén (Borås, 7 de novembro de 1890 — Estocolmo, 29 de outubro de 1969) foi um velejador sueco, medalhista olímpico. Ele competiu nos Jogos Olímpicos de Verão de 1936 na classe 6 Metre e conquistou a medalha de bronze na disputa a bordo do May Be com Lennart Ekdahl, Martin Hindorff, Torsten Lord e Dagmar Salén.
Já em 1927, Salén recebeu a Medalha de Ouro do Svenska Dagbladet, após vencer a Copa Ouro na classe 6 Metre. De 1922 a 1962 foi diretor administrativo da companhia de navegação Salén que ele mesmo fundou. Também foi cantor e compositor e fundador, com Ulf Peder Olrog, do Arquivo da Canção Sueca.